# Henry Bennett
Henry Bennett (29 de setembro de 1808 – 10 de maio de 1868) foi um político americano e Representante dos Estados Unidos por Nova York.

## Biografia
Bennett nasceu em New Lisbon, Condado de Otsego, Nova York no dia 29 de Setembro de 1808, onde frequentou as escolas públicas. Casou-se com Polly Maria Gibson.

## Carreira
Bennett estudou direito e foi aceito na Ordem em 1832 e exerceu a advocacia em New Berlin, Condado de Chenango, Nova York. Serviu como funcionário da cidade de New Berlin em 1846.
Eleito pelo Partido Whig ao trigésimo primeiro até o trigésimo terceiro Congresso, Bennett foi eleito um membro do Partido da Oposição ao trigésimo quarto Congresso. Foi eleito pelo Partido Republicano ao trigésimo quinto Congresso, com isso servindo de 4 de Março de 1849 até 3 de Março de 1859. Foi o presidente do Comitê de Terras Públicas no trigésimo quarto Congresso.
Em 1858, Bennett tentou, sem sucesso, a renomeação ao trigésimo sexto Congresso e voltou a exercer a advocacia em New Berlin, até sua morte.

## Morte
Bennett morreu em New Berlin, Condado de Chenango, Nova York, no dia 10 de Maio de de 1868 (aos 59 anos, 224 dias). Está sepultado no Cemitério St. Andrews em Nova Berlin, Nova York.